# Annik Kälin
Annik Kälin (* 27. April 2000) ist eine Schweizer Leichtathletin, die sich auf den Siebenkampf spezialisiert hat und auch im Weitsprung erfolgreich ist. Sie ist aktuell Inhaberin des Schweizer Landesrekordes im Siebenkampf und im Weitsprung und wurde 2025 in Nanjing Vizehallenweltmeisterin im Weitsprung.

## Sportliche Laufbahn
Erste Erfahrungen bei internationalen Meisterschaften sammelte Annik Kälin im Jahr 2016, als sie bei den erstmals ausgetragenen Jugendeuropameisterschaften in Tiflis mit 5114 Punkten den 20. Platz im Siebenkampf belegte und im Weitsprung mit 5,31 m auf Rang zwölf gelangte. Im Jahr darauf schied sie bei den U20-Europameisterschaften in Grosseto mit 14,47 s im Halbfinal im 100-Meter-Hürdenlauf aus und verpasste im Weitsprung mit 6,05 m den Finaleinzug. 2018 belegte sie bei den U20-Weltmeisterschaften in Tampere mit 5664 Punkten den sechsten Platz im Siebenkampf und erreichte anschliessend bei den Europameisterschaften in Berlin mit 5572 Punkten Rang 21. Im Jahr darauf gewann sie bei den U20-Europameisterschaften in Borås mit 6069 Punkten die Bronzemedaille im Siebenkampf und ging im Final im Weitsprung nicht mehr an den Start. 2021 konnte sie ihren Wettkampf bei den Halleneuropameisterschaften in Toruń nicht beenden, und im Jahr darauf wurde sie mit 6301 Punkten Vierte beim Hypomeeting in Götzis, ehe sie bei den Weltmeisterschaften in Eugene mit 6464 Punkten den sechsten Platz belegte. Im August gewann sie bei den Europameisterschaften in München mit neuem Schweizer Landesrekord von 6515 Punkten die Bronzemedaille hinter der Belgierin Nafissatou Thiam und Adrianna Sułek aus Polen. 2023 gelangte sie bei den Halleneuropameisterschaften in Istanbul mit 6,61 m auf Rang sechs im Weitsprung. Im August startete sie im Siebenkampf bei den Weltmeisterschaften in Budapest, musste dort ihren Wettkampf aber, geschwächt und mit Erkrankungssymptomen, bereits nach zwei Disziplinen abbrechen. Im Jahr darauf belegte sie bei den Hallenweltmeisterschaften in Glasgow mit 6,75 m den fünften Platz im Weitsprung. Im Juni belegte sie bei den Europameisterschaften in Rom mit 6490 Punkten den vierten Platz im Siebenkampf und gelangte im Weitsprung mit 6,82 m auf Rang sechs und anschließend wurde sie bei den Olympischen Sommerspielen in Paris mit neuem Landesrekord von 6639 Punkten Vierte.
Bein den Halleneuropameisterschaften 2025 gewann sie im Weitsprung die Silbermedaille. Mit 6,90 m stellte sie zugleich einen neuen Schweizer Rekord auf. Zwei Wochen darauf gewann sie bei den Hallenweltmeisterschaften in Nanjing mit 6,83 m die Silbermedaille hinter der US-Amerikanerin Claire Bryant.
In den Jahren 2019 und 2020 wurde Kälin Schweizer Meisterin im Siebenkampf sowie 2019, 2020, 2022 und 2023 im Weitsprung. Zudem wurde sie 2021 Hallenmeisterin im Fünfkampf und siegte 2019, 2021, 2023 und 2024 im Weitsprung sowie 2020 und 2024 auch im 60-Meter-Hürdenlauf.

## Persönliche Bestleistungen
- 100 m Hürden: 12,87 s (−0,1 m/s), 8. August 2024 in Paris
  - 60 m Hürden (Halle): 7,99 s, 18. Februar 2024 in St. Gallen
- Weitsprung: 6,90 m (− m/s), 8. März 2025 in Apeldoorn (Schweizer Rekord)
- Siebenkampf: 6639 Punkte, 9. August 2024, Olympiade Paris (Schweizer Rekord)
  - Fünfkampf (Halle): 4507 Punkte, 7. Februar 2021 in Magglingen (Schweizer Rekord)